# Cibeureuyeuh
Cibeureuyeuh is een bestuurslaag in het regentschap Sumedang van de provincie West-Java, Indonesië. Cibeureuyeuh telt 1290 inwoners (volkstelling 2010).